# Georges Massard
Pour les articles homonymes, voir Massard.
Georges Massard, né le 2 novembre 1906 à Issy-les-Moulineaux et mort le 24 novembre 2016 à Grandcamp-Maisy, est un supercentenaire français.
Il fut le doyen masculin des Français pendant 8 mois du 9 mars 2016, date de la mort de Robert Bourdon, à sa mort.

## Biographie
Il fut inspecteur à la Compagnie générale des eaux. Veuf, Massard n’a pas eu d’enfant, et a vécu à Clamart jusqu'à ses 105 ans.
Il vit dans la maison de retraite de Grandcamp-Maisy (Calvados) à partir du 10 janvier 2012. Le 9 mars 2016, à la mort de Robert Bourdon, il devient le doyen masculin des Français.